# Simone Kumhofer
Simone Kumhofer (* 29. August 1983) ist eine österreichische Triathletin. Sie ist amtierende Staatsmeisterin auf der Triathlon-Kurzdistanz (2021), zweifache Staatsmeisterin Triathlon-Mitteldistanz (2016, 2021) sowie Staatsmeisterin auf der Triathlon-Langdistanz (2018).

## Werdegang
Simone Kumhofer war bis zu ihrem 20. Lebensjahr im Springreiten aktiv.
2016 wurde sie Triathlon-Staatsmeisterin auf der Mitteldistanz. Im September gewann sie die Europameisterschaft auf der Mitteldistanz bei der Challenge Walchsee-Kaiserwinkl in der Altersklasse 30–34. Im Juni 2017 wurde sie auf dem Rennrad Vierte bei den Staatsmeisterschaften im Einzelzeitfahren und 2018 Fünfte.
Im September 2018 wurde sie in Podersdorf Staatsmeisterin auf der Triathlon-Langdistanz. Für die Saison 2019 wurde Kumhofer in den österreichischen Langdistanz Nationalkader Triathlon aufgenommen, dem sie bereits 2017 angehörte.
Im Juni 2021 wurde die 37-Jährige im Rahmen der Challenge Walchsee-Kaiserwinkl als beste Österreicherin Zehnte bei der ETU-Europameisterschaft auf der Halbdistanz.
Im Juli wurde sie beim Trumer Triathlon österreichische Staatsmeisterin auf der Mitteldistanz und eine Woche später sicherte sie sich den Titel beim Mostiman Triathlon auch auf der Kurzdistanz.
Kumhofer startet im OMNi-BiOTiC POWER-Triathlon-Team. Trainiert wird sie von Peter Leo.

## Sportliche Erfolge
| Datum/Jahr    | Rang | Wettbewerb                                           | Austragungsort        | Zeit       | Bemerkung                                                                                                   |
| ------------- | ---- | ---------------------------------------------------- | --------------------- | ---------- | --- |
| 28. Aug. 2022 | 2    | ÖTRV Staatsmeisterschaft Triathlon Mitteldistanz     | Zell am See           |            | beim Ironman 70.3 Zell am See-Kaprun                                                                        |
| 4. Sep. 2021  | 1    | Austria-Triathlon                                    | Podersdorf            |            | Siegerin auf der Halbdistanz                                                                                |
| 24. Juli 2021 | 1    | ÖTRV Staatsmeisterschaft Triathlon Kurzdistanz       | Wallsee               | 02:04:56   | Triathlon-Staatsmeisterin über die olympische Distanz, beim Mostiman Triathlon                              |
| 18. Juli 2021 | 1    | ÖTRV Staatsmeisterschaft Triathlon Mitteldistanz     | Obertrum am See       |            | beim Trumer Triathlon                                                                                       |
| 21. Juni 2021 | 10   | ETU Middle Distance Triathlon European Championships | Walchsee              | 04:19:55   | ETU-Europameisterschaft auf der Halbdistanz bei der Challenge Walchsee-Kaiserwinkl                          |
| 13. Juni 2021 | 1    | Neufelder Triathlon                                  | Neufeld an der Leitha |            | Siegerin olympische Distanz                                                                                 |
| 10. Okt. 2020 | 1    | Zadar Half                                           | Zadar                 |            | Mitteldistanz                                                                                               |
| 20. Sep. 2020 | 1    | Neufelder Triathlon                                  | Neufeld an der Leitha | 02:10:19   | Siegerin olympische Distanz                                                                                 |
| 19. Sep. 2020 | 1    | Neufelder Triathlon                                  | Neufeld an der Leitha | 01:03:42   | Siegerin Sprintdistanz                                                                                      |
| 25. Aug. 2019 | 3    | ÖTRV Staatsmeisterschaft Triathlon Mitteldistanz     | Bregenz               | 04:30:19   | Triathlon-Staatsmeisterschaft beim Trans Vorarlberg Triathlon                                               |
| 21. Juli 2019 | 1    | Mostiman Triathlon                                   | Wallsee               |            | [ 5 ] |
| 9. Juni 2019  | 2    | Neufelder Triathlon                                  | Neufeld an der Leitha | 02:15:00   | Olympische Distanz                                                                                          |
| 8. Juni 2019  | 2    | Neufelder Triathlon                                  | Neufeld an der Leitha | 01:06:39   | auf der Sprintdistanz hinter Eva Wutti                                                                      |
| 5. Aug. 2018  | 1    | Krems Triathlon                                      | Krems an der Donau    |            | |
| 2. Juni 2018  | 2    | Linz-Triathlon                                       | Linz                  |            | auf der Kurzdistanz                                                                                         |
| 12. Nov. 2017 | 4    | Ironman 70.3 Xiamen                                  | Xiamen                | 04:24:48   | |
| 24. Juni 2017 | 1    | Steeltownman                                         | Linz                  |            | Siegerin auf der Sprintdistanz                                                                              |
| 4. Sep. 2016  | 1    | ETU Challenge Triathlon European Championship 30–34  | Walchsee              | 04:36:06   | Europameisterschaft auf der Mitteldistanz bei der Challenge Walchsee-Kaiserwinkl; Siegerin der Altersklasse |
| 30. Juli 2016 | 1    | ÖTRV Staatsmeisterschaft Triathlon Mitteldistanz     | Litschau              | 04:52:27,6 | Triathlon-Staatsmeisterin beim Waldviertler Eisenmann                                                       |
| 2. Juli 2016  | 1    | Steeltownman                                         | Linz                  |            | Siegerin auf der Sprintdistanz                                                                              |
| 20. Sep. 2015 | 2    | Ironman 70.3 Pula                                    | Pula                  |            | bei der Erstaustragung                                                                                      |
| 8. Juni 2015  | 6    | Kirchbichl Triathlon                                 | Osterreich            |            | |

| Datum/Jahr    | Rang | Wettbewerb                                     | Austragungsort | Zeit | Bemerkung                                                                                                   |
| ------------- | ---- | ---------------------------------------------- | -------------- | ---- | --- |
| 19. Juli 2020 |      | Austria-Triathlon                              | Podersdorf     |      | Start in der Staffel                                                                                        |
| 1. Sep. 2018  | 1    | ÖTRV Staatsmeisterschaft Triathlon Langdistanz | Podersdorf     |      | beim Austria-Triathlon schnellste Österreicherin als Zweitplatzierte hinter der Tschechin Simona Křivánková |

| Datum/Jahr    | Rang | Wettbewerb                                 | Austragungsort     | Zeit       | Bemerkung                                             |
| ------------- | ---- | ------------------------------------------ | ------------------ | ---------- | ----------------------------------------------------- |
| 19. Juni 2017 | 4    | Österreichische Straßen-Radmeisterschaften | Grünau im Almtal   |            | Zeitfahren; hinter Martina Ritter                     |
| 19. Juni 2016 | 1    | Alpe-Adria Bikefestival                    | Villach            |            | 3 Länder Radmarathon (Österreich, Italien, Slowenien) |
| 5. Juli 2015  | 1    | Kärnten Radmarathon                        | Bad Kleinkirchheim | 01:48:43.6 | [ 9 ]                                                 |